# 窪田昌治
窪田 昌治（くぼた しょうじ）は、日本の実業家。長野日本無線株式会社 代表取締役社長。兵庫県出身。

## 略歴
- 1982年 大阪経済大学卒業後、日本無線入社
- 2013年 長野日本無線取締役上席執行役員
- 2016年 取締役専務執行役員